# Perenniporia voeltzkowii
Perenniporia voeltzkowii är en svampart som först beskrevs av Henn., och fick sitt nu gällande namn av Leif Ryvarden 1980. Perenniporia voeltzkowii ingår i släktet Perenniporia och familjen Polyporaceae.   Inga underarter finns listade i Catalogue of Life.